# 盧克雷區 (艾馬賴斯省)
13°57′04″S 73°13′41″W / 13.95111°S 73.22806°W
盧克雷區（西班牙語：Distrito de Lucre），是秘魯的一個區，位於該國南部阿普里馬克大區的艾馬賴斯省，始建於1960年3月24日，面積110.5平方公里，海拔高度2,800米，2005年人口2,391，人口密度每平方公里22人。